# Андерссон, Магнус
Ма́гнус А́ндерссон (швед. Magnus Andersson; 23 апреля 1958, Мальмё) — шведский футболист, защитник.

## Карьера

### В клубе
Всю свою 13-летнюю карьеру Магнус Андерссон провёл в «Мальмё» с 1975 по 1988 год. Сыграл за клуб 265 матчей в чемпионате Швеции, забив 12 голов. По числу игр в лиге за «Мальмё» он занимает 12-е место за всю историю клуба. Всего на его счету 568 игр и 28 голов в составе «Мальмё» в различных турнирах. Он является четырёхкратным чемпионом Швеции и пятикратным обладателем Кубка страны.
В сезоне 1978/79 «Мальмё» дошёл до финала Кубка чемпионов, где уступил английскому «Ноттингем Форест». Это высшее достижение шведского клубного футбола. Кроме того, так как «Ноттингем» отказался от участия в Межконтинентальном кубке, его место занял «Мальмё», уступив парагвайской «Олимпии». Андерссон принял участие в обоих турнирах.

### В сборной
Дебютировал в составе сборной 27 апреля 1977 года в товарищеском матче со сборной Шотландии в Глазго.
Был в заявке национальной команды на чемпионате мира 1978 года, но на поле не выходил.

## Достижения
«Мальмё»
- Чемпион Швеции (4): 1975, 1977, 1986, 1988
- Обладатель Кубка Швеции (5): 1974/75, 1977/78, 1979/80, 1983/84, 1985/86